# Нільс Петерсен
Нільс Петерсен (нім. Nils Petersen, нар. 6 грудня 1988, Верніґероде) — колишній німецький футболіст, що грав на позиції форварда.

## Клубна кар'єра
Народився 6 грудня 1988 року в місті Верніґероде. Вихованець юнацької команди «Германія» (Гальберштадт). У 2005 році він потрапив в юнацьку команду клубу «Карл Цейс».
«Карл Цейс»

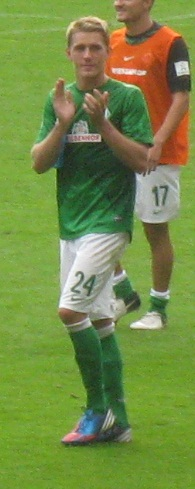
Нільс Петерсен під час виступів за «Вердер». 31 серпня 2012 року.

У тому ж році гравця почали підключати до ігор другої команди, яка виступала в Південній Північно-Східній Оберлізі. Дебютував він за неї проте 24 вересня 2006 року в гостьовому поєдинку проти «Заксена» з Лейпцига (1:2). Нільс вийшов на заміну на 65-й хвилині.
Після новорічної перерви Нільс став викликатися в основну команду, яка виступала у Другій Бундеслізі. 4 лютого 2007 року він дебютував за неї в гостьовому поєдинку проти «Кельна» (0:1). Нільс вийшов на заміну на 89-й хвилині замість Мохаммеда ель-Беркані. З наступного сезону Петерсен став гравцем основи «Карл Цейса», однак з'являвся в основному на заміни.
«Енергі»
У зимовий трансферний період сезону 2008/09 Нільс перейшов в клуб «Енергі», який дуже невдало виступав у Бундеслізі, проте в основному дивізіоні країни зіграв лише один матч — 23 травня 2009 року він вийшов на заміну на 84-й хвилині у домашньому матчі 34-го туру проти «Баєра», який завершився розгромною перемогою з рахунком 3:0. Ця перемога не дозволила залишитися «Енергі» в Бундеслізі: у перехідних матчах клуб поступився «Нюрнбергу» і вилетів у другу лігу, де Нільс вже став гравцем основи «Енергі». Найбільш вдалим сезоном для футболіста став сезон 2010/11, де він провів 33 матчі і забив 25 м'ячів, ставши найкращим бомбардиром Другої Бундесліги того сезону.
«Баварія»
Влітку 2011 року до гравця придивлялися багато клубів, однак наполегливіше всіх була мюнхенська «Баварія», яка підписала з ним трирічний контракт. Нільсу в «Баварії» дісталася футболка з 9-м номером. 7 серпня Нільс дебютував за свою нову команду в домашньому поєдинку першого туру проти «Боруссії» з Менхенгладбаха. Матч завершився несподіваною поразкою з рахунком 0:1, Нільс вийшов на поле на 76-й хвилині, замінивши Жерома Боатенга. Проте закріпитись у складі «мюнхенців» Петерсен не зумів, зігравши за сезон лише у 9 матчах чемпіонату і забив 2 голи. Крім того зіграв у 2 матчах національного кубка (2 голи) і 4 матчах Ліги чемпіонів.
«Вердер»
29 червня 2012 року Петерсен відправився в оренду строком на один рік в «Вердер». У травні 2013 року він підписав контракт на 4 роки з бременським клубом. У складі «музикантів» провів три роки своєї кар'єри гравця. Граючи у складі «Вердера» здебільшого виходив на поле в основному складі команди.
«Фрайбург»
1 січня 2015 року нападник був орендований «Фрайбургом» до кінця сезону. У червні 2015 року «Фрайбург» викупив Петерсена. Надалі провів за команду 9 повних сезонів. За цей час зіграв за «Фрайбург» 277 матчів, у яких забив 105 голів у всіх турнірах. За цим показником являється кращим бомбардиром клубу в історії. 
У березні 2023 року в у своєму Instagram оголосив про завершення кар'єри футболіста після завершення чемпіонату 2022/23.

## Виступи за збірні
2007 року дебютував у складі юнацької збірної Німеччини. Того ж року у її складі був Юнацького чемпіонату Європи (U-19) 2007 року, на якому забив гол і допоміг своїй збірній здобути бронзові нагороди турніру. Всього взяв участь у 4 іграх на юнацькому рівні, відзначившись 2 забитими голами.
Протягом 2007–2008 років залучався до складу молодіжної збірної Німеччини. На молодіжному рівні зіграв у 5 офіційних матчах. 
У 2016 році на Олімпіаді в Ріо-де-Жанейро разом із Сержем Гнабрі стали кращими бомбардирами турніру, забивши по шість голів. 
15 травня 2018 був включений до попереднього складу збірної Німеччини на Чемпіонат Світу 2018. Свій перший матч за збірну зіграв у товариському матчі проти Австрії, проте згодом не був включений Йоахімом Левом до фінальної заявки збірної Німеччини на чемпіонат. Другий та останній матч за збірну Нільс провів вже у вересні 2018 після вищезгаданого чемпіонату. 

## Статистика виступів

### Статистика клубних виступів
| Сезон                 | Команда               | Чемпіонат             | Чемпіонат | Чемпіонат | Національний кубок | Національний кубок | Національний кубок | Континентальні кубки | Континентальні кубки | Континентальні кубки | Інші змагання | Інші змагання | Інші змагання | Усього | Усього |
| Сезон                 | Команда               | Ліга                  | Ігор      | Голів     | Ліга               | Ігор               | Голів              | Ліга                 | Ігор                 | Голів                | Ліга          | Ігор          | Голів         | Ігор   | Голів  |
| --------------------- | --------------------- | --------------------- | --------- | --------- | ------------------ | ------------------ | ------------------ | -------------------- | -------------------- | -------------------- | ------------- | ------------- | ------------- | ------ | ------ |
| 2006-07               | «Карл Цейс»           | 2БЛ (ІІ)              | 3         | 0         | КН                 | 0                  | 0                  | —                    | —                    | —                    | —             | —             | —             | 3      | 0      |
| 2007-08               | «Карл Цейс»           | 2БЛ (ІІ)              | 20        | 4         | КН                 | 4                  | 1                  | —                    | —                    | —                    | —             | —             | —             | 24     | 5      |
| 2008-09               | «Карл Цейс»           | 3Л (ІІІ)              | 18        | 0         | КН                 | 2                  | 1                  | —                    | —                    | —                    | —             | —             | —             | 20     | 1      |
| Усього за «Карл Цейс» | Усього за «Карл Цейс» | Усього за «Карл Цейс» | 41        | 4         |                    | 6                  | 2                  |                      | -                    | -                    |               | —             | —             | 47     | 6      |
| 2008-09               | «Енергі»              | БЛ                    | 1         | 0         | КН                 | 0                  | 0                  | —                    | —                    | —                    | —             | —             | —             | 1      | 0      |
| 2009-10               | «Енергі»              | 2БЛ (ІІ)              | 22        | 10        | КН                 | 1                  | 0                  | —                    | —                    | —                    | —             | —             | —             | 23     | 10     |
| 2010-11               | «Енергі»              | 2БЛ (ІІ)              | 33        | 25        | КН                 | 5                  | 3                  | —                    | —                    | —                    | —             | —             | —             | 38     | 28     |
| Усього за «Енергі»    | Усього за «Енергі»    | Усього за «Енергі»    | 56        | 35        |                    | 6                  | 3                  |                      | -                    | -                    |               | —             | —             | 62     | 38     |
| 2011-12               | «Баварія»             | БЛ                    | 9         | 2         | КН                 | 2                  | 2                  | ЛЧ                   | 4                    | 0                    | —             | —             | —             | 15     | 4      |
| 2012-13               | «Вердер»              | БЛ                    | 34        | 11        | КН                 | 1                  | 0                  | —                    | —                    | —                    | —             | —             | —             | 35     | 11     |
| 2013-14               | «Вердер»              | БЛ                    | 28        | 7         | КН                 | 1                  | 0                  | —                    | —                    | —                    | —             | —             | —             | 29     | 7      |
| 2014-15               | «Вердер»              | БЛ                    | 7         | 0         | КН                 | 1                  | 0                  | —                    | —                    | —                    | —             | —             | —             | 8      | 0      |
| Усього за «Вердер»    | Усього за «Вердер»    | Усього за «Вердер»    | 69        | 18        |                    | 3                  | 0                  |                      | -                    | -                    |               | —             | —             | 72     | 18     |
| 2014-15               | «Фрайбург»            | БЛ                    | 12        | 9         | КН                 | 0                  | 0                  | —                    | —                    | —                    | —             | —             | —             | 12     | 9      |
| 2015-16               | «Фрайбург»            | 2БЛ (ІІ)              | 32        | 21        | КН                 | 2                  | 4                  | —                    | —                    | —                    | —             | —             | —             | 34     | 25     |
| 2016-17               | «Фрайбург»            | БЛ                    | 33        | 10        | КН                 | 1                  | 1                  | —                    | —                    | —                    | —             | —             | —             | 34     | 11     |
| 2017-18               | «Фрайбург»            | БЛ                    | 32        | 15        | КН                 | 3                  | 3                  | ЛЄ                   | 2                    | 1                    | —             | —             | —             | 37     | 19     |
| 2018-19               | «Фрайбург»            | БЛ                    | 24        | 10        | КН                 | 2                  | 2                  | —                    | —                    | —                    | —             | —             | —             | 26     | 12     |
| 2019-20               | «Фрайбург»            | БЛ                    | 34        | 11        | КН                 | 2                  | 0                  | —                    | —                    | —                    | —             | —             | —             | 36     | 11     |
| 2020-21               | «Фрайбург»            | БЛ                    | 32        | 8         | КН                 | 2                  | 0                  | —                    | —                    | —                    | —             | —             | —             | 34     | 8      |
| 2021-22               | «Фрайбург»            | БЛ                    | 22        | 5         | КН                 | 4                  | 2                  | —                    | —                    | —                    | —             | —             | —             | 26     | 7      |
| 2022-23               | «Фрайбург»            | БЛ                    | 27        | 1         | КН                 | 4                  | 1                  | ЛЄ                   | 7                    | 1                    | —             | —             | —             | 38     | 3      |
| Усього за «Фрайбург»  | Усього за «Фрайбург»  | Усього за «Фрайбург»  | 248       | 90        |                    | 20                 | 13                 |                      | 9                    | 2                    |               | —             | —             | 277    | 105    |
| Усього за кар'єру     | Усього за кар'єру     | Усього за кар'єру     | 423       | 149       |                    | 37                 | 20                 |                      | 13                   | 2                    |               | —             | —             | 473    | 171    |

## Титули і досягнення

### Командні
Німеччина (ол.)
- Срібний призер Олімпійських ігор (1): 2016

### Індивідуальні
- Найкращий бомбардир Другої Бундесліги: 2010/11 (25 голів)